# 新日本石油
新日本石油株式会社（しんにほんせきゆ、英: NIPPON OIL CORPORATION）は、かつて存在した石油製品や石油化学製品の販売を行う、日本の石油元売最大手の企業である。現在のENEOSの前身の一つ。略称は「新日石」や「NOC」などであった。

## 概要
1999年（平成11年）4月1日の日本石油と三菱石油の合併に伴い、日石三菱株式会社（にっせきみつびし、英: NIPPON MITSUBISHI OIL CORPORATION、略称：NMOC）として発足した。キャッチコピーは「Your Choice of Energy」だった。
グループで合計8か所の製油所を保有し、系列のサービスステーション（ガソリンスタンド）は国内におよそ9,579か所（2010年2月末現在）存在した。
石油元売の一つであるコスモ石油とは、1999年より原油調達・石油精製・物流・潤滑油の各部門で提携関係にあった。2004年（平成16年）には、互いに相手方の対象特許を使用して燃料油の製造・販売することを可能とするクロスライセンス契約を締結した。このほか、2002年（平成14年）には出光興産と精製部門で提携、2006年（平成18年）にはジャパンエナジーと開発・精製・物流・燃料電池・技術開発の分野における業務提携を結んだ。日本国外の企業では大韓民国のSKと提携関係にあり、中華人民共和国の中国石油天然気集団公司と協力関係にあった。
メインバンクはみずほコーポレート銀行で、他に取引行として三井住友銀行、三菱東京UFJ銀行（現・三菱UFJ銀行）があるが、旧三菱石油の流れから三菱グループの一員で、三菱金曜会と三菱広報委員会に所属していた。
2001年（平成13年）にはサービスステーションのブランド名として「ENEOS」（エネオス）を制定した。「ENERGY」（エネルギー）と、ギリシア語で「新しい」意を表す「νέος」（NEOS、ネオス）を組み合わせた造語である。キャッチコピーは「エネルギーを、ステキに。ENEOS」。
2002年（平成14年）6月27日に新日本石油株式会社に社名変更した。これにより、日本のガソリンスタンドから三菱の名は消え、英文社名も合併前の「NIPPON OIL」に戻り、「MITSUBISHI」が外れるが、引き続き三菱グループに属した。
2010年（平成22年）4月1日に同社と新日鉱ホールディングスが経営統合し、JXホールディングス（現・ENEOSホールディングス）が発足した。さらに同年7月1日には、JXホールディングス傘下の同社と新日本石油精製、並びにジャパンエナジーの3社が統合し、石油精製・販売事業の新会社、JX日鉱日石エネルギー株式会社（現・ENEOS）が発足した。なお、サービスステーションのブランドは、旧新日石の「ENEOS」ブランドが存続し、旧ジャパンエナジーの「JOMO」ブランドが置き換えられることになった。

### 事業内容
グループの事業セグメントは、「石油精製・販売」、「石油・ガス開発」、「建設」、「その他事業」の4種類に分類される。中核事業は石油精製・販売であり、グループ売上高の約90%を占めていた（2008年3月期現在）。
グループにおいて、当社は中核事業の石油精製・販売部門を担う。主な製品は、燃料油（ガソリン・軽油・灯油・ジェット燃料・重油など）やアスファルト、液化石油ガス、潤滑油（製品名は日本石油時代からの名称を使用している）といった石油製品や、ベンゼン・トルエン・キシレン・ナフサなどの石油化学製品である。これらの製品の精製・製造は、子会社で製造拠点を保有する新日本石油精製（現・ENEOS）などに委託している。
石油・石油化学以外のエネルギー事業では、液化天然ガスや石炭の輸入販売や燃料電池・エネファームの開発を進めるほか、製油所・製造所併設の発電所や油槽所に設置した風力発電設備などを使用した電力卸供給事業（IPP）や電力小売事業（PPS）を展開していた。

## 事業所

### 本社・支店
- 本社
  - 東京都港区西新橋一丁目3番12号（新日本石油ビル）
- 支店
  - 北海道支店 - 札幌市中央区北4条西5丁目
  - 東北支店 - 仙台市青葉区花京院一丁目
  - 東京支店 - 東京都港区虎ノ門一丁目
  - 関東第1支店 - 東京都港区虎ノ門一丁目（新日石虎ノ門ビル）
  - 関東第2支店 - さいたま市大宮区桜木町（大宮ソニックシティ内）
  - 関東第3支店 - 横浜市中区桜木町（新日石横浜ビル）
  - 中部支店 - 名古屋市中村区名駅（ミッドランドスクエア内）
  - 関西支店 - 大阪市西区土佐堀一丁目
  - 中国支店 - 広島市南区的場町一丁目
  - 九州支店 - 福岡市中央区上川端町
  - 沖縄支店 - 那覇市久茂地一丁目

### 製油所・製造所
括弧内は1日当りの原油処理能力。
- 新日本石油精製（精製子会社）
  - 室蘭製油所 - 北海道室蘭市陣屋町一丁目 （180,000バレル）
  - 仙台製油所 - 仙台市宮城野区港五丁目 （145,000バレル）
  - 根岸製油所 - 横浜市磯子区鳳町 （340,000バレル）
  - 大阪製油所 - 大阪府高石市高砂 （115,000バレル）
  - 水島製油所 - 岡山県倉敷市水島海岸通四丁目 （250,000バレル）
  - 麻里布製油所 - 山口県玖珂郡和木町和木六丁目 （127,000バレル）
  - 大分製油所 - 大分市一の洲 （160,000バレル）
  - 川崎製造所 - 神奈川県川崎市川崎区夜光二丁目
  - 横浜製造所 - 横浜市神奈川区子安通三丁目

### 油槽所・その他
- 川崎事業所 - 神奈川県川崎市川崎区扇町、旧・三菱石油川崎製油所
- 新潟事業所 - 新潟市中央区竜が島二丁目、旧・日本石油新潟製油所
- 下松事業所 - 山口県下松市東海岸通、旧・日本石油精製下松製油所
- 市川油槽所 - 千葉県市川市本行徳
- 名古屋油槽所 - 名古屋市港区潮見町
- 神戸油槽所 - 神戸市須磨区外浜町一丁目
- 福岡油槽所 - 福岡市中央区荒津一丁目
- 日本海石油
  - 富山油槽所 - 富山市四方北窪
- LNG基地 - 釧路LNG基地・八戸LNG基地・水島LNG基地

## 沿革
- 1999年（平成11年）
  - 4月1日 - 日本石油と三菱石油が合併し、日石三菱株式会社に商号変更（手続き上の存続会社は日本石油）。新潟製油所を日本石油加工に譲渡。
  - 7月 - 水島製油所を日本石油精製に譲渡。
  - 9月 - 興亜石油株式会社を子会社化。
  - 10月 - コスモ石油と、原油調達・精製・物流・潤滑油の各部門で業務提携。
  - 10月1日 - 川崎製油所が川崎事業所に改称。
- 2001年（平成13年）
  - 3月31日 - 和歌山石油精製海南製油所での原油処理を停止。
  - 7月1日 - ブランド名を「NiSSEKI」から「ENEOS」に統一[注釈 2]。2016年現在、NiSSEKIの名称は一部のENEOSブランドのオートガスステーションに使われ、オレンジと赤でNISSEKI GASとペイントされている。また、希に旧日石やNiSSEKI時代の青やエメラルドのタンカーを目にすることもある。
  - 10月1日 - 石油・天然ガス資源開発部門を日本石油開発に譲渡。
- 2002年（平成14年）
  - 4月1日 - 新日本石油精製が東北石油・興亜石油を合併。
  - 6月27日 - 新日本石油株式会社に商号変更。
- 2004年（平成16年）3月31日 - 富士興産の潤滑油事業を譲受け。
- 2005年（平成17年）7月1日 - 新日本石油ガスを合併。
- 2006年（平成18年）10月1日 - 新日本石油加工が新日本石油精製に合併、同社から秋田事業所・下松事業所を移管。
- 2008年（平成20年）
  - 4月1日 - 三洋電機と合弁で定置用燃料電池事業にかかわる新会社「ENEOSセルテック」を設立。出資比率81％。
  - 10月1日 - 九州石油の大分製油所における石油精製事業・付帯関連事業を分割し子会社の新日本石油精製に承継させた上で、九州石油を吸収合併[注釈 3]。
- 2009年（平成21年）10月30日 - 新日鉱ホールディングスとの経営統合契約を締結。2010年（平成22年）4月1日付けで共同持株会社『JXホールディングス』（後のJXTGホールディングス、現・ENEOSホールディングス）を設立。
- 2010年（平成22年）7月1日 - ジャパンエナジー・新日本石油精製と事業統合し、JX日鉱日石エネルギー（後のJXエネルギーおよびJXTGエネルギー、現・ENEOS）が発足。統合後もENEOSブランドが引き続き使用される。

### かつて保有していた製油所
※新日本石油精製移管および移管後の閉鎖を除く。なお、上海・高雄・末武の3製油所は操業に至らなかった。
- 尼瀬製油場 - 1890年12月開設・1903年6月閉鎖、新潟県三島郡出雲崎町尼瀬
- 柏崎製油所（初代） - 1899年6月開設・1922年7月閉鎖、新潟県柏崎市大久保
- 新津製油所（初代） - 1907年2月買収・1917年11月閉鎖、新潟市秋葉区田家
- 直江津製油所 - 1907年6月買収・1923年1月閉鎖、新潟県上越市頸城区西福島
- 秋田製油所 - 1910年7月開設・1970年3月閉鎖、秋田市土崎港相染町
- 北海道製油所 - 1912年4月開設・1957年12月閉鎖、札幌市手稲区
- 新潟製油所 - 1921年10月移管・1999年3月閉鎖、新潟市中央区竜が島
- 柏崎製油所（2代目） - 1921年10月移管・1967年10月閉鎖、新潟県柏崎市日石町
- 秋田製油所豊川支所 - 1921年10月移管・1922年12月閉鎖、秋田県潟上市昭和豊川船橋
- 秋田製油所道川支所 - 1921年10月移管・1927年3月閉鎖、秋田市上新城道川
- 秋田製油所二田分工場 - 1921年10月移管・1923年3月閉鎖、秋田県潟上市天王二田
- 新津製油所（2代目） - 1921年10月移管・1928年7月閉鎖、新潟市秋葉区
- 苗栗製油所 - 1921年10月移管・1945年8月閉鎖、台湾苗栗県苗栗市
- 鶴見製油所 - 1923年5月開設・1949年2月閉鎖、横浜市鶴見区安善町（跡地は在日米軍鶴見貯油施設）
- 関西製油所 - 1936年12月開設・1949年3月閉鎖、兵庫県尼崎市扇町
- 東京製油所 - 1941年6月移管・1945年6月閉鎖、東京都江東区大島
- 長岡製油所 - 1942年6月移管・1943年11月閉鎖、新潟県長岡市草生津
- 川崎製油所 - 1942年6月移管・1943年12月閉鎖、神奈川県川崎市川崎区扇島
- 上海製油所 - 1943年4月開設・1945年10月閉鎖、中国上海市
- 高雄製油所 - 1944年8月開設・1945年8月閉鎖、台湾高雄市
- 末武製油所 - 1944年9月開設・1945年10月閉鎖、山口県下松市西豊井

## 関係会社

### 日本国内のグループ企業

#### 石油関連
| 会社名                             | 本社所在地         | 主な事業内容                           |
| ---------------------------------- | ------------------ | -------------------------------------- |
| 新日本石油精製株式会社             | 東京都港区         | 石油製品・石油化学製品の製造受託       |
| 日本海石油株式会社                 | 富山市             | 石油製品の製造・販売                   |
| 和歌山石油精製株式会社             | 和歌山県海南市     | 潤滑油の製造・販売                     |
| 谷口石油精製株式会社               | 三重県三重郡川越町 | 絶縁油・潤滑油の製造                   |
| 大分パラキシレン株式会社           | 東京都千代田区     | パラキシレンの製造                     |
| 水島パラキシレン株式会社           | 岡山県倉敷市       | パラキシレンの製造                     |
| 水島エルエヌジー株式会社           | 岡山県倉敷市       | 天然ガスの貯蔵・送出し                 |
| 水島エルエヌジー販売株式会社       | 岡山県倉敷市       | 天然ガスの輸入・販売                   |
| ネクストエネルギー株式会社         | 東京都港区         | 天然ガスの販売                         |
| 新日本石油基地株式会社             | 鹿児島市           | 石油類の貯蔵                           |
| 沖縄石油基地株式会社               | 沖縄県うるま市     | 石油類の貯蔵                           |
| 志布志石油備蓄株式会社             | 横浜市中区         | 国家石油備蓄基地の操業                 |
| 上五島石油備蓄株式会社             | 横浜市中区         | 国家石油備蓄基地の操業                 |
| 新日本石油タンカー株式会社         | 横浜市中区         | 原油・石油製品の海上輸送               |
| 雄洋海運株式会社                   | 横浜市中区         | 原油・石油製品の海上輸送               |
| 鶴見サンマリン株式会社             | 東京都港区         | 石油製品の海上輸送                     |
| 日本グローバルタンカー株式会社     | 東京都港区         | 外航タンカー・内航タンカーの運航       |
| 日本石油輸送株式会社               | 東京都品川区       | 石油製品の鉄道輸送                     |
| 京極運輸商事株式会社               | 東京都中央区       | 石油製品の陸上輸送                     |
| 東西オイルターミナル株式会社       | 東京都港区         | 油槽所の運営                           |
| 株式会社ENEOSフロンティア          | 東京都品川区       | 石油製品の販売                         |
| 株式会社ネクステージ関西           | 大阪府豊中市       | 石油製品の販売                         |
| 株式会社ネクステージ九州           | 福岡市中央区       | 石油製品の販売                         |
| 新日石プラスト株式会社             | 東京都港区         | 合成樹脂加工製品の製造・販売           |
| 新日石液晶フィルム株式会社         | 東京都港区         | 液晶ディスプレイ用フィルムの製造・販売 |
| 株式会社フロンティアエネルギー新潟 | 東京都千代田区     | 火力発電所の運営                       |
| 新日本石油開発株式会社             | 東京都港区         | 石油・天然ガスの開発                   |

#### 建設関連
| 会社名                     | 本社所在地   | 主な事業内容                   |
| -------------------------- | ------------ | ------------------------------ |
| 株式会社NIPPO              | 東京都中央区 | 道路工事・土木工事などの請負い |
| アナテックサービス株式会社 | 岡山県倉敷市 | 分析計のメンテナンス           |

#### その他
| 会社名                             | 本社所在地   | 主な事業内容                     |
| ---------------------------------- | ------------ | -------------------------------- |
| 新日石トレーディング株式会社       | 東京都港区   | カー用品の販売                   |
| 新日石不動産株式会社               | 横浜市中区   | 不動産の売買                     |
| 株式会社新日石総研                 | 東京都港区   | 石油事業に関するコンサルティング |
| 新日石インフォテクノ株式会社       | 横浜市中区   | システム開発・保守・運用         |
| 日本グラファイトファイバー株式会社 | 東京都中央区 | 炭素繊維製品の製造・販売         |
| 川崎天然ガス発電株式会社           | 東京都港区   | 天然ガス発電所の運営             |

### 日本国外のグループ企業
| 国籍           | 会社名                              | 主な事業内容                           |
| -------------- | ----------------------------------- | -------------------------------------- |
| イギリス       | Nippon Oil Europe Limited           | 原油・石油製品の売買・輸出入           |
| アメリカ合衆国 | NIPPON OIL (U.S.A.) LIMITED         | 船舶用および航空用燃料・潤滑油の販売   |
| アメリカ合衆国 | Nippon Oil Lubricants (America) LLC | 潤滑油の製造                           |
| アメリカ合衆国 | Atlanta Nisseki CLAF Inc            | 不織布の製造・販売                     |
| アメリカ合衆国 | NISSEKI CHEMICAL TEXAS INC.         | 感圧紙用溶剤・絶縁油などの製造・販売   |
| シンガポール   | NIPPON OIL (ASIA) PTE.LTD           | 原油・石油製品の売買・輸出入           |
| オーストラリア | NIPPON OIL (AUSTRALIA) PTY. LIMITED | 石炭・液化天然ガスの売買・輸出入       |
| 台湾           | 台湾日石股份有限公司                | 石油製品の販売・輸出入                 |
| 中国           | 天津日石潤滑油脂有限公司            | 潤滑油・グリースの製造・販売           |
| 中国           | 新日石（上海）貿易有限公司          | 石油製品の販売                         |
| 中国           | 新日石（広州）潤滑油有限公司        | 潤滑油の製造・販売                     |
| 中国           | 新日石液晶（蘇州）有限公司          | 液晶ディスプレイ用フィルムの製造・販売 |
| タイ           | NIPPON OIL (THAILAND) Ltd.          | 石油製品の販売・輸出入                 |

## CM

### 出演タレント
日石三菱時代
- 遠藤久美子
- ブルース・ウィリス

新日本石油改称後
- イチロー
- 竜雷太
- TOKIO - ENEOS灯油のCMは山口達也が単独で出演
- 貴乃花光司
- 花田景子
- 水川あさみ - イメージキャラの「エネゴリくん」と共演

### 提供していた番組

#### テレビ
- ウンナンのホントコ!（TBS系列、旧日石三菱で提供）
- とんねるずのみなさんのおかげでした（フジテレビ系列、旧日石三菱で提供）
- 行列のできる法律相談所（日本テレビ系列）
- AKBINGO!（日本テレビ系）
- ネプリーグ（フジテレビ系）
- うたばん（TBS系、2008年4月 - 2009年3月26日）
  - （「前回」さんまのSUPERからくりTVの枠に移行）
- ひみつの嵐ちゃん!（TBS系）
- 森田一義アワー 笑っていいとも!12:30-12:50頃（フジテレビ系、2007年4月から隔日のみ、2009年3月まで）
  - （「前回」土曜プレミアムの枠に移行）
- 日曜洋画劇場（テレビ朝日系）
- ドラえもん（テレビ朝日系）
- ワールドビジネスサテライト（テレビ東京系）
- がっちりマンデー!!（TBS系列、2010年1月から3月まで）
- ザ!鉄腕!DASH!!（日本テレビ系列、TOKIOがキャラクターを務めていたことによる「出演者枠」。2000年代）のちに提供復帰。

#### ラジオ
- 中村雅俊マイ・ホームページ（AM・JRN系、2004年4月 - 2007年9月。その後スズキにスポンサー変更）
- ON THE WAY COMEDY 道草（FM・JFN系、2001年10月 - 2007年9月。番組は2008年3月で終了）
- ENEOS PRESENTS 夢をつかめ!星野JAPAN（AM・NRN系、2007年10月29日 - 11月30日）
- JFN時報 平日13-16時 （2008年4月以降）
- ENEOSドライビングハイウェイ（NRN系・企画ネット番組。2004年3月まで）

なお、2001年一時期はJXグループ時代の「ENEOS」として提供クレジットされていた。

## スポーツ関連事業
- 野球日本代表オフィシャルスポンサー
- 新日本石油ENEOS（都市対抗野球最多優勝回数をもつ社会人野球界の名門チーム）

2010年度のJXホールディングス発足により、同部は「JX-ENEOS野球部」に改称された。
- FC東京オフィシャルスポンサー（2001年から2009年までENEOSのロゴをユニフォームの胸に掲示）
- ENEOS陸上競技部
- モータースポーツ関連事業
  - パリ・ダカール・ラリー（WRCを含め旧三菱石油時代からチーム三菱ラリーアートをサポートしていたが、2005年から石油系スポンサーはレプソル YPFに変更）
  - ホンダ・レーシング・F1チーム
  - スーパーアグリF1チーム
  - チームルマン（SUPER GT）
  - LEXUS TEAM LeMans ENEOS
- NPO法人横浜ベイスターズ・スポーツコミュニティ（横浜ベイスターズと提携して2006年に設立）
- NPB12球団ジュニアトーナメント
- 日本オリンピック委員会オフィシャルスポンサー

## 公式スポンサー
- 東京ディズニーリゾート
  - ジャングルクルーズ（東京ディズニーランドにあるENEOSがスポンサーになっているアトラクション）
  - ディズニーシー・トランジットスチーマーライン（東京ディズニーシーにあるENEOSがスポンサーになっているアトラクション）
- 大分スポーツ公園
  - 九州石油ドーム（総合競技場、現在はクラサスドーム大分）
  - ストークフィールド（サブ競技場、現在はクラサスフィールド）
  - ストークグラウンド（投てき場、現在はクラサスグラウンド）
  - ストーク球場（野球場、現在はクラサススタジアム）

旧九州石油が各施設の命名権を2006年3月に取得、その契約が2009年2月末日で満了するため所有者の大分県と九州石油を経営統合した新日本石油との間で契約延長について協議を続けた結果、2010年2月28日まで契約を延長することで合意した。なお、「地元に親しまれている」という新日本石油の判断から、九州石油時代の名称のままとすることになった。契約が切れた3月1日からは命名権が大分銀行に移り、大分銀行ドームとなった。